# Антушево (Белозерский район)
Антушево — село в Белозерском районе Вологодской области. Административный центр Антушевского сельского поселения.
С точки зрения административно-территориального деления — центр Антушевского сельсовета.
Расположено на трассе Р6, на берегу Лозского озера. Расстояние по автодороге до районного центра Белозерска составляет 15 км. Ближайшие населённые пункты — Зорино, Левково, Чулково.
Население по данным переписи 2002 года — 249 человек (111 мужчин, 138 женщин). Преобладающая национальность — русские (98 %).

## История
В XV – XVI вв. волость, в пределах которой было расположено Лозское озеро, и центр волости – село назывались Лоза: «Кириллова монастыря вотчина с. Лоза» (ПК Белоз 1601, л. 79 об.). В XVI в. центральное селение волости Лоза именуется уже Онтушевым. Село принадлежало Мясоеду Семенову сыну Вислому (Шум., 12). Во второй половине XVI в. с. Антушево переходит во владение Кирилло-Белозерского монастыря (Копанев, 137). В переписной книге 1676 – 1682 гг. оно называется «с. Лоза Антушевская на Лозском озере».

## Этимология Названия
От неполного м. л. и. Антуш (полная форма Еутюхий, разговорная Онтуфий или Антуфий).